# Mickey 17
Mickey 17 és una pel·lícula de ciència-ficció estatunidenca escrita, dirigida i coproduïda per Bong Joon-ho basada en la novel·la Mickey7 del 2022 d'Edward Ashton. La pel·lícula és protagonitzada per Robert Pattinson, Steven Yeun, Naomi Ackie, Toni Collette i Mark Ruffalo. S'estrenarà al 75è Festival Internacional de Cinema de Berlín el febrer de 2025, abans de ser estrenat a les sales per Warner Bros. Pictures a Corea del Sud el 28 de febrer de 2025 i més tard a la resta del món el 7 de març. La pel·lícula va rebre crítiques positives.

## Premissa
Amb ganes de sortir de la Terra, Mickey Barnes s'inscriu per ser un "prescindible": un empleat d'un sol ús on després d'una iteració mor, un nou cos es regenera amb la majoria dels seus records intactes. Després que un dels seus "múltiples", Mickey 17, sobreviu sense voler a una expedició humana per colonitzar el món de gel de Niflheim, s'enfronta amb un nou múltiple, Mickey 18.

## Repartiment
- Robert Pattinson com Mickey Barnes
- Steven Yeun com Berto
- Naomi Ackie com Nasha Adjaya
- Toni Collette com Gwen Johansen
- Mark Ruffalo com Hieronymous Marshall
- Holliday Grainger
- Thomas Turgoose

## Producció
Es va anunciar que una adaptació cinematogràfica de la novel·la Mickey7 d'Edward Ashton estava en desenvolupament el gener de 2022, amb Bong Joon-ho escrivint, dirigint i produint per a Warner Bros. Pictures. Robert Pattinson estava en converses per protagonitzar la pel·lícula en el moment de l'anunci. Es va confirmar que Pattinson protagonitzaria el maig del 2022, amb Naomi Ackie, Toni Collette i Mark Ruffalo unint-se al repartiment. Al juliol, Steven Yeun es va afegir al repartiment.
La producció va començar a Warner Bros. Studios, Leavesden el 2 d'agost de 2022 i va concloure el desembre de 2022.
Charles Yu va escriure material literari addicional per a la pel·lícula.